# Francisco Aquino
Francisco Aquino Cabrera, más conocido como Paco Aquino, fue un poeta español nacido en la ciudad de Almería (España) en 1868.

## Biografía y obra
Perteneció a una generación de escritores y poetas almerienses de gran éxito a nivel nacional, a la que pertenecieron también Francisco Villaespesa, Antonio Ledesma o José Durbán Orozco, de los que fue amigo. Con este último y Miguel Jiménez Aquino publicó en 1890 una colección de cincuenta sonetos, Flores de la Alcazaba'.
En 1893 participa en la lectura de poemas celebrada en homenaje a José Zorrilla y Moral, fallecido en febrero de ese año. En 1896 participa en la tertulia de La Trastienda que reúne a los principales literatos almerienses. En 1899 participa en la velada que celebra la inauguración del ferrocarril Linares-Almería que por fin conecta la capital almeriense con Madrid, de la que se hace eco en la capital Francisco Fernández Villegas, Zeda, en las publicaciones Vida Nueva y La Época. En 1899 publica el libro de versos Tinta en balde, y el año siguiente, 1900, el libro de poemas Sensaciones, editada por la librería de Fernando fe de la capital española, prologada por José Jesús García y comentada por Leopoldo Alas, Clarín, desde Madrid Cómico. De la mano de Villaespesa, conocerá las tertulias literarias de Madrid.
En 1904 participa en otra velada poética, organizada por la Federación Local de Sociedad Obreras, de la que da cuenta Carmen de Burgos, (Colombine), en sus memorias.
En 1912 aparecerá Al vuelo, libro póstumo prologado por David Estevan.